# Teatro de Jerusalén
El Teatro de Jerusalén (en hebreo: תיאטרון ירושלים) es un centro para las artes escénicas en la ciudad de Jerusalén, en Israel. El teatro se inauguró en 1971. El complejo está formado por el Teatro Sherover, con capacidad para 950 personas, la Sala sinfónica Henry Crown (sede de la Orquesta Sinfónica de Jerusalén), con 750 puestos, el Auditorio Rebecca Corona, con 450 puestos, y un pequeño Teatro con capacidad para 110 personas. Diversas exposiciones de arte se exponen en el vestíbulo principal y otros espacios en el edificio, que posee un restaurante y una librería en la planta baja.